# 大腸ポリープ
大腸ポリープ（英: Colorectal polyp）とは、大腸（直腸・結腸）の腸壁から生じて内腔に飛び出している組織塊の総称。多数のポリープを認める場合は消化管ポリポーシスとも呼ぶ。
腺腫性（腫瘍性）と非腺腫性（非腫瘍性）に分類される。

## 名称
生じる部位ごとに以下のように称される。
- 直腸ポリープ
- S状結腸ポリープ
- 下行結腸ポリープ
- 横行結腸ポリープ
- 上行結腸ポリープ

## 症候と症状
多くのポリープは無症状であるが、時に出血を伴い便潜血や下血として観察される事が有り、大量出血は希である。症状は、痙攣、腹痛、閉塞（イレウス）。

## 診断
下部内視鏡検査により確定診断を行う。ポリープを認めた場合、内視鏡生検（組織採集）を行い病理検査により良性か悪性を調べる。

## 分類
臨床的には大きく以下の2つの分類によって評価・診断し、治療方法を決定していく。

### 形態

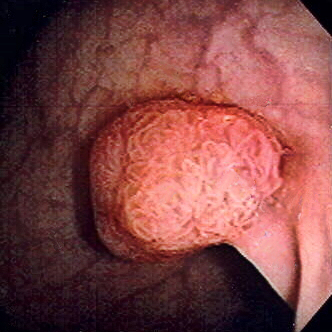

形態観察分類には以下のものがある。基本的に表在型までを「ポリープ」と称し、隆起型以降は「癌」と称される場合が多い。
- 表在型（0型）
  - I（隆起型 protruded type）

I p（有茎型 pedunculated type）
I sp（亜有茎型 semipedunculated type）
I s（無茎型 sessile type）
  - II（表面型 superficial type）

II a（表面隆起型 superficial elevated type）
II a + dep
LST-G（側方発育型腫瘍-顆粒型 lateral spreading tumor granular type）
顆粒均一型（homogenous type）・結節混在型（nodular mixed type）
LST-NG（側方発育型腫瘍-非顆粒型 lateral spreading tumor non-granular type）
平坦隆起型（flat elevated type）・偽陥凹型（pseudo-depressed type）
II b（表面平坦型 superficial flat type）
II c（表面陥凹型 superficial depressed type）
II c + II a
II a + II c
I s + II c
- 隆起型（1型）
- 潰瘍限局型（2型）
- 潰瘍浸潤型（3型）
- びまん浸潤型（4型）
- 分類不能（5型）

### 表面構造
拡大内視鏡の開発により、5～100倍もの倍率観察が可能となり、ポリープの微細表面構造を観察し悪性度の評価が行われるようになった。以前は生検による病理検査にて良悪性の診断が施行されていたが、現在では臨床診断の指標として広く施行されている。
- 色素観察：Pit pattern

インジゴカルミンやクリスタルバイオレット（ピオクタニン）による色素散布・色素染色を施行し、表面微細構造観察を行い病変の評価を行う。
工藤進英（秋田赤十字病院）・鶴田修（久留米大学）が提唱した「工藤・鶴田分類」が一般的に知られている。
- I 型（正常・類円形）
- II 型（星芒状）
- III 型

- III s 型（小型類円形）
- III L 型（管状型）

- IV 型

- IV b型（branch 樹枝状型）
- IV v型（villous 絨毛型）

- V 型

- V I 型軽度不整・V I 型高度不整（irregular 不規則）
- V N 型（non structure 無構造）

- 強調画像観察

NBI（Narrow Band Imaging：オリンパス社）やBLI（Blue LASER Imaging：富士フイルム社）等を用いた内視鏡観察診断が行われている。
大腸では「NBI（狭帯域画像）観察」が主に用いられており、以前より様々な分類が提唱されていたが、現在以下の2つが用いられている。
- NICE（NBI International Colorectal Endoscopic Classification）分類

世界的なコンセンサスとして提唱されている分類
- JNET（The Japan NBI Expert Team）分類

日本の消化器専門医が中心となって作成し、日本の消化器専門医で一般に用いられる分類

## 病理
大腸癌・大腸ポリープを含めて、「大腸腫瘍」は病理学的には以下に分類される。
1. 良性上皮性腫瘍
  1. 腺腫（adenoma）

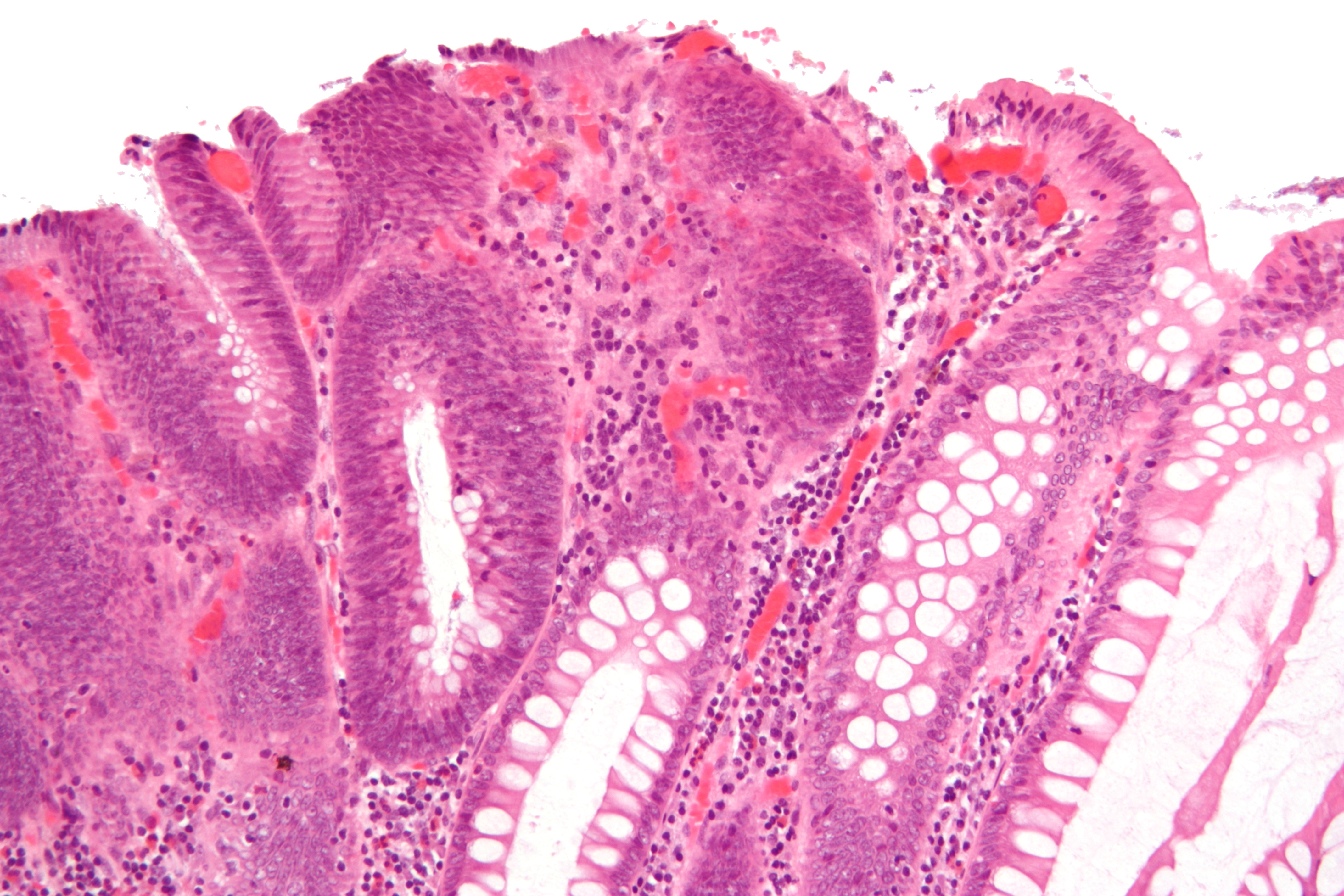
管状腺腫

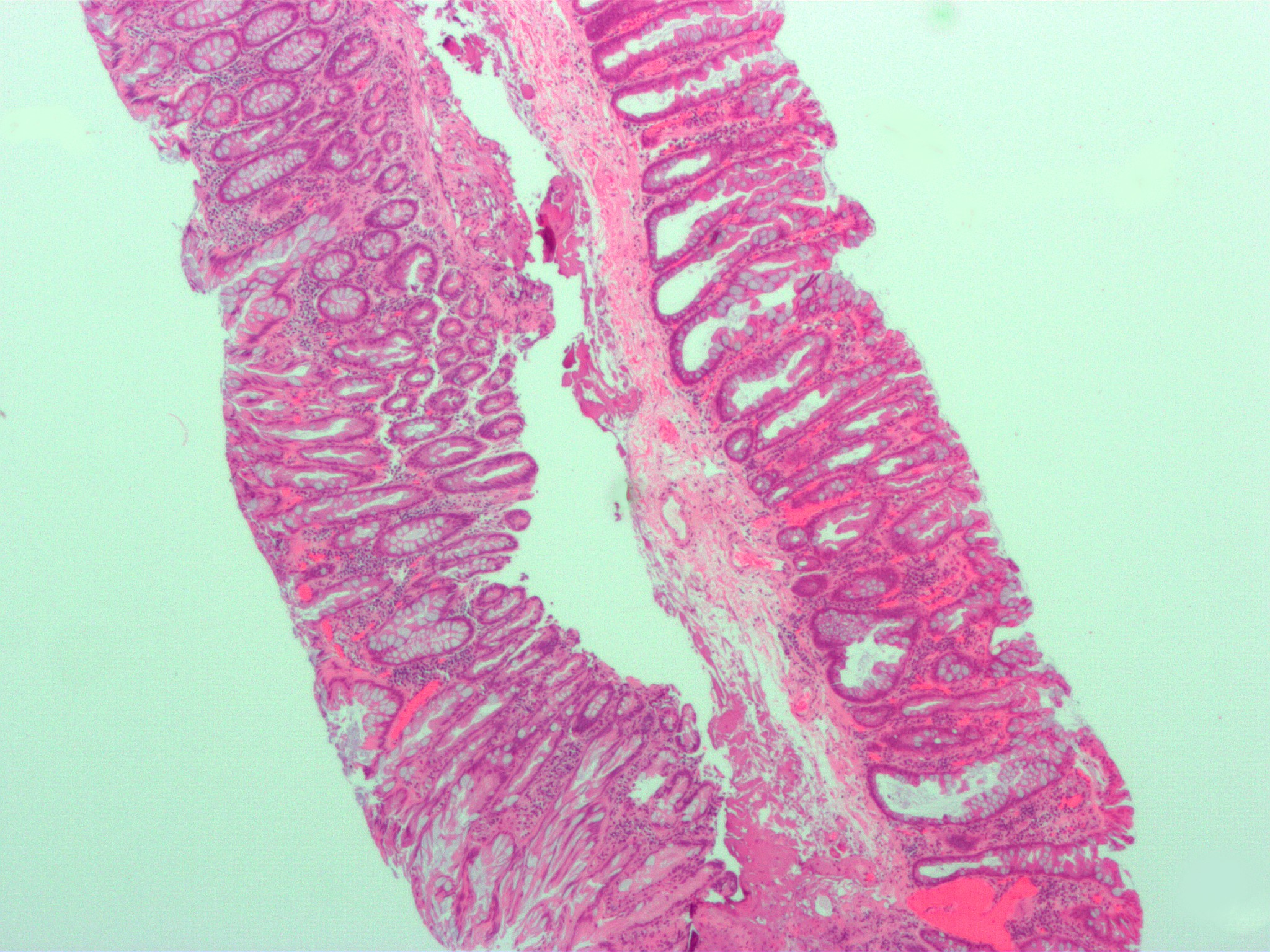
鋸歯状腺腫

    1. 管状腺腫（tubular adenoma）
    2. 管状絨毛腺腫（tubulovillous adenoma）
    3. 絨毛腺腫（villous adenoma）
    4. 鋸歯状腺腫（serrated adenoma）

  2. 家族性大腸腺腫症（FAP:Familial adenomatous polyposis）
2. 悪性上皮性腫瘍
  1. 腺癌（adenocarcinoma）
  2. 内分泌細胞癌（ecc）
  3. 腺扁平上皮癌（asc）
  4. 扁平上皮癌（scc）
3. カルチノイド腫瘍（carcinoid tumor）
4. 非上皮性腫瘍
  1. 平滑筋腫瘍
  2. 神経性腫瘍
  3. GIST（Gastrointestinal stomal tumor）
  4. 脂肪腫（lipoma）
5. リンパ腫（Lymphoma）
  1. B細胞性リンパ腫
  2. T細胞性リンパ腫
  3. Hodgkinリンパ腫
6. 分類不能の腫瘍
7. 転移性腫瘍（metastatic tumor）
8. 非腫瘍性病変
  1. 過形成性ポリープ（hyperplastic polyp）
  2. 過形成結節（hyperplastic nodule）
  3. 若年性ポリープ・ポリポーシス（Juvenile polyp）

## 治療
本稿では主に「大腸ポリープ・早期大腸癌」に対する治療について記述する。「（進行）大腸癌」に対する治療は大腸癌の記述を参照。

### 治療対象
大腸癌の発生機序として多くの場合、"adenoma carcinoma sequence"と呼ばれる理論が考えられており、そこでは腺腫から癌が発生してくることが想定されているすなわち、大腸ポリープの治療の目的は、「大腸癌」ないし「大腸癌の発生となりうる病変」を切除することにある。。どのポリープがそれに該当するかは主に内視鏡的に臨床診断される。
1993年に米国より報告された「National polyp Study」(N Engl J Med 1993; 329)において、大腸の腺腫性polypを全て切除すること（clean colon）で大腸癌の発生を70%以上抑制出来たという報告がなされ、そのことで日本でも大腸polypの切除が大腸内視鏡検査において盛んに行われている。ただ日本では、国立がん研究センターが中心となって「Japan polyp Study」が報告され、また「大腸polyp診療ガイドライン2014」が公表されており、「de novo発生癌」等も考慮され、適正な切除治療と大腸内視鏡検査が推奨されている。

### 治療選択
上記の通り、大腸における「隆起性病変」ないし「大腸腫瘍」は、「大腸癌」や「ポリープ」を含めて一括の概念で総括されている。治療においては主に以下の2つに大別して進められる。内視鏡的観察診断から上記のどちらが適応であるかを診断し治療を選択していく。
- 大腸ポリープ・早期大腸癌：経過観察・内視鏡的治療（主に本稿で記述）・外科的手術

大腸ポリープに関しては上記の通りに治療が必要と思われるポリープを治療していく。稀に巨大ポリープ等の場合で内視鏡的切除が技術的に困難な場合に外科的手術治療が選択される場合もある。
早期大腸癌は「大腸癌が粘膜上皮内（m）または、粘膜下層（sm）までに留まるもの」を指し、このうち「粘膜下層に至ったものでも進達度が浅くリンパ節転移の可能性が無いと思われる病変」までに対して内視鏡的治療が行われる。たとえポリープの大きさが小さくても、それ以上の進行があると臨床診断されれば外科的切除・リンパ節郭清の適応となる。
- 大腸癌：外科的手術・リンパ節郭清・化学療法[15]（大腸癌の記述を参照）

### 治療方法
大腸ポリープ・早期大腸癌の治療法には大きく以下の3つの治療法が存在する。病変の形態・大きさによってそれぞれ治療方法が選択される。
- ポリープ切除術（polypectomy）
- EMR（内視鏡的粘膜切除術）
- ESD（内視鏡的粘膜下層剥離術）